# حمله کردها و ترک‌های عثمانی به آذربایجان (۱۵۷۸)
جدای کردها از ایران بدلیل شکست شاه اسماعیل و  کردها از عثمان بود و وعلت ان توپخانه و  فرار شاه اسماعیل از جنگ بود . رجوع شود به نامه امیر دیاربکر به شاه عثمانی و تهدید او و طرفداری از ایران و برحذر داشتن او از طمع به ملک ایران ،یکسال قبل از جنگ . کردها قبل از این دوره تا همیشه تاریخ جزی از خاک ایران بودند . شاه اسماعیل با ترغیب مجارستان و بکمک اکراد قصد جنگ با عثمانی کرد در این تاریخ کل کردستان جزء خاک ایران بود . سلطان عثمانی پیش دستی کرد و جنگ را براه انداخت با وجود شجاعت و دلاوری های ایرانی ها و ترکان قزلباس و اکراد، جنگ را توپخانه عثمانی برد و از این تاریخ کردستان‌از ایران جدا شد .
در سال ۱۵۷۸ میلادی که برابر با نخستین سال پادشاهی شاه محمد خدابنده بود، گروهی از کردان مطیع ایران که در سرزمین‌های مابین وان و آذربایجان به سر می‌بردند، با توجه به ضعف و ناتوانی سلسله صفوی و اختلاف قزلباش‌ها و همچنین به سبب اشتراک مذهب (تسنن) با دولت عثمانی، به آن دولت تمایل پیدا کرده بودند. خسروپاشا حاکم وان به دستور شاه عثمانی (مراد سوم)، کردهای این ناحیه را تحریک به حمله و چپاول نواحی غربی آذربایجان کرد و خود نیز به همراه آنان در حمله به آذربایجان شرکت کرد. در این هنگامه امیرخان موصلوی ترکمان به تازگی امیرالامرای آذربایجان شده بود ولی هنوز به آنجا برای شروع به کار سفر نکرده بود. کردها و ترک‌های عثمانی بی خبر بر نواحی ارومیه، سلماس و خوی تاختند و آن حدود به تاراج بردند و جمعی از مردم را کشتند و برخی دیگر را به اسیری بردند. امیرخان موصلوی ترکمان از قزوین به آذربایجان رفت ولی کاری از پیش نبرد. خبر حمله سپاه عثمانی به آذربایجان سبب شد که گروهی دیگر از طوایف کرد تا حدود مراغه پیش روند و مردم آن نواحی را نیز غارت کنند. این حمله نهایتاً" به آغاز جنگ صفویان و عثمانی (۱۵۹۰–۱۵۷۸) با اردوکشی مصطفی‌پاشا به قفقاز (۱۵۷۸) و شروع جنگ چلدر منجر شد. یکی از علت های بزرگ در تحریک کردهای آناتولی علیه شاهان صفوی، سیاست های یکسان سازی شیعی در منطقه توسط شاهان صفوی بود. این تفرقه و تضادها پایه های نفرت رو در بین کردان ایجاد کرد.